# 아직 멀었어요? 2
《아직 멀었어요? 2》(Are We Done Yet?)는 2007년 공개된 코미디 영화이다. 1948년 영화 《미스터 브랜딩스》의 리메이크 작품이자 2005년 영화 《아직 멀었어요?》의 속편이다.
영화는 캐나다 브리티시컬럼비아주 츠와센에서 촬영됐지만 배경은 미국 오레곤주 뉴버그에 있다.

## 줄거리
전편에서 2년 후, 닉은 수잔과 결혼하여 그녀의 아이들 케빈과 린지와 함께 살게 된다. 닉은 스포츠 잡지 창간을 위해 매직 존슨과의 인터뷰를 준비하던 중, 수잔이 임신했다는 사실을 알게 되고, 쌍둥이를 임신했다는 소식에 더 큰 집이 필요하게 된다. 이들은 교활한 부동산 업자 척을 만나 시골에 있는 집을 사기로 결정하지만, 집에는 곰팡이 문제 등 수많은 결함들이 숨겨져 있었다.
닉은 집 수리 문제로 인해 척과 갈등을 겪고, 딸 린지는 척의 직원과 사랑에 빠지면서 닉과 갈등을 빚는다. 닉은 결국 척을 해고하지만, 집은 더욱 엉망이 된다. 수잔은 닉의 미숙한 대처에 실망하고, 그와 별거를 선언한다. 
혼자 남은 닉은 아들 케빈과의 대화를 통해 스스로 집을 수리하기로 결심하고, 딸 린지 또한 닉에게 사과하며 성숙한 모습을 보여준다. 닉은 척에게 사과하고 다시 도움을 요청하고, 척은 과거 아내를 잃은 아픔을 이야기하며 닉을 도와주기로 한다. 모두가 힘을 합쳐 집을 수리하는 동안, 수잔은 갑작스럽게 진통을 느끼고 집에서 쌍둥이를 출산하게 된다. 
6개월 후, 가족은 마당에서 바비큐 파티를 열고, 닉은 집을 지으며 얻은 경험을 바탕으로 잡지를 창간하며 영화는 마무리된다.

## 출연

### 주연
- 아이스 큐브

### 조연
- 니아 롱
- 존 C. 맥긴리
- 아레이샤 엘렌
- 필립 볼든

## 기타
- 원조: 스티븐 게리 뱅스
- 원조: 클로디아 그레지오소
- 원조: 노먼 파나마
- 원조: 멜빈 프랭크
- 미술: 니나 러스시오
- 미술: 니나 러스시오
- 의상: 조리 우드만
- 메인타이틀디자인: 커츠 앤 프렌즈
- 배역: 수잔 테일러 브로즈
- 배역: 린느 캐로우